# Jimmy Buffett
James William Buffet (Pascagoula (Mississippi), 25 december 1946 – Sag Harbor (staat New York), 1 september 2023), bekend als Jimmy Buffett, was een Amerikaanse zanger van country-, rock- en popmuziek.
Hij werd bekend door de nummers Margaritaville en Come Monday. Verder was hij tekstschrijver en zakenman en trad hij op als gast in diverse televisieshows. Hij gold als een van de rijkste popmuzikanten ter wereld, met een door Forbes geschat vermogen van 1 miljard dollar.
Buffett overleed thuis op 76-jarige leeftijd.

## Discografie
- Down to Earth (1970)
- A White Sport Coat and a Pink Crustacean (1973)
- Living and Dying in 3/4 Time (1974)
- A1A (1974)
- Havana Daydreamin' (1976)
- High Cumberland Jubilee (1976)
- Changes in Latitudes, Changes in Attitudes (1977)
- Son of a Son of a Sailor (1978)
- Volcano (1979)
- Coconut Telegraph (1981)
- Somewhere over China (1982)
- One Particular Harbour (1983)
- Riddles in the Sand (1984)
- Last Mango in Paris (1985)
- Floridays (1986)
- Hot Water (1988)
- Off to See the Lizard (1989)
- Fruitcakes (1994)
- Barometer Soup (1995)
- Banana Wind (1996)
- Christmas Island (1996)
- Don't Stop the Carnival (1998)
- Beach House on the Moon (1999)
- Far Side of the World (2002)
- License to Chill (2004)
- Take the Weather with You (2006)
- Buffet Hotel (2009)
- Songs from St. Somewhere (2013)
- 'Tis the SeaSon (2016)
- Life on the Flip Side (2020)
- Songs You Don't Know by Heart (2020)
- Equal Strain on all Parts (2023)

- Bibsys: 1581514963608
- Biblioteca Nacional de España: XX868458
- Bibliothèque nationale de France: cb139344522 (data)
- Gemeinsame Normdatei: 119190370
- International Standard Name Identifier: 0000 0001 0830 1471
- Library of Congress Control Number: n86078643
- MusicBrainz: 16fdd9af-467f-47ce-bd29-3413b445b90f
- Bibliotheek van het Japanse parlement: 00512301
- Nationale Bibliotheek van Tsjechië: xx0071603
- Nationale bibliotheek van Australië: 36043891
- Nationale Bibliotheek van Israël: 987007504306205171
- Nederlandse Thesaurus van Auteursnamen: 071444653
- SNAC: w6d63cjg
- Trove: 1199251
- Virtual International Authority File: 10037092
- WorldCat: E39PBJt3YTj4dQgYgYQyKKVHmd